# Приречный (Краснодарский край)
Прире́чный — хутор в Белореченском районе Краснодарского края России. Входит в состав Родниковского сельского поселения.

## География
Расположен в 2,8 км от центра поселения и в 5,4 км от районного центра.

## История
Хутор Приречный Белореченского района зарегистрирован 28 октября 1958 года решением Краснодарского крайисполкома.

## Население
| 2002 | 2010 |
| ---- | ---- |
| 125  | ↗140 |

## Улицы
- ул. Вербная,
- ул. Приречная,
- ул. Светлая,
- ул. Терновая,
- ул. цветочная,
- ул. Юности.